# آسترانیک تکنالوژی
آسترانیک تکنالوژی (انگلیسی: Astronautic Technology) شرکت دولتی هوافضای مالزیایی است، که در سال ۱۹۹۵ تأسیس شد.